# Carl-August-Werk
Das Carl-August-Werk war ein historisches Forschungsprojekt, das zum hundertjährigen Jubiläum der Gründung des Großherzogtums Sachsen-Weimar-Eisenach im Jahre 1915 von der Landesregierung 1912/13 begründet worden ist. Es sollte an Karl August von Sachsen-Weimar-Eisenach erinnern, den Dienstherrn und Freund Goethes. Zum Leiter wurde zunächst der Historiker Erich Marcks ernannt. Wegen des Ersten Weltkriegs kam das Unternehmen ins Stocken. Willy Andreas übernahm die Leitung im Auftrag der Thüringischen Historischen Kommission und vergab mehrere Forschungsaufträge. Ab 1932 trug das nationalsozialistische Volksbildungsministerium Thüringens das Projekt mit Unterstützung des Gauleiters Fritz Sauckel, um das Wirken Karl Augusts als Vorläufer der eigenen politischen Ziele darzustellen. Zentrale Projekte waren die Briefwechsel von Karl August und Goethe mit politischen Inhalten. Eine umfangreiche wissenschaftliche Biografie Karl Augusts sollte das Projekt krönen. Vorarbeiten leisteten die Historiker Fritz Hartung und Ulrich Crämer, den 1939 Hans Tümmler ersetzte. Die Publikationen erfolgten teilweise erst in den 1950er Jahren.
- Hans Wahl: Briefwechsel des Herzogs-Großherzogs Carl Augusts mit Goethe, 3 Bde., 1915–1918.
- Fritz Hartung: Großherzogtum Sachsen unter Carl August, 1923.
- Politischer Briefwechsel des Herzogs und Grossherzogs Carl August von Weimar / Herzog u. Grossherzog Carl August von Weimar. Hrsg. von Willy Andreas. Bearb. von Hans Tümmler.
  - Bd. 1. Von den Anfängen der Regierung bis zum Ende d. Fürstenbundes 1778–1790, Stuttgart 1954.
  - Bd. 2. Vom Beginn der Revolutionskriege bis in die Rheinbundszeit 1791–1807, Stuttgart 1958.
- Willy Andreas: Carl August von Weimar: Ein Leben mit Goethe 1757-1783, Stuttgart 1953.